# 경북세무고등학교
경북세무고등학교(慶北稅務高等學校)는 대한민국 경상북도 포항시 북구 기계면 현내리에 있는 공립 고등학교이다.

## 학교 연혁
- 1954년 5월 17일 : 기계중학교 설립 인가
- 1954년 6월 9일 : 기계중학교 개교
- 1958년 9월 28일 : 본 교사 준공
- 1977년 11월 2일 : 종합 고등학교 설립 인가(보통과 1, 상업과 1, 완성학급 6학급)
- 1978년 3월 4일 : 입학식(보통과 60명, 상업과 60명 계 120명)
- 1978년 5월 19일 : 기계종합고등학교 개교
- 1981년 2월 10일 : 제1회 졸업식 거행(103명 졸업)
- 1999년 10월 16일 : 본관 3층 증축
- 2000년 3월 16일 : 급식소 운영 시작
- 2006년 3월 1일 : 학칙변경 기계 고등학교로 교명 변경(보통과 1학급, 인터넷비즈니스과 1학급, 정보처리과 1학급, 계 9학급)
- 2009년 9월 30일 : 다목적 강당 준공 개관식
- 2019년 3월 1일 : 경북세무고등학교 교명 변경(세무회계과 1학급, 광고마케팅과 1학급, 계 6학급)
- 2020년 3월 1일 : 버들학사 생활관 준공
- 2022년 10월 30일 : 아이디어스페이스(실습동) 준공 개관식
- 2023년 1월 6일 : 제43회 졸업식(31명, 누계 3,659명)
- 2023년 3월 1일 : 제26대 윤은경 교장 취임
- 2023년 3월 2일 : 2023학년도 입학생(44명)

## 설치 학과
- 세무회계과
- 광고마케팅과

## 참고 자료
- 경북세무고등학교 - 한국교육학술정보원 학교알리미